# Ашрита Фърман
Ашрита Фърман (на английски: Ashrita Furman), роден на 16 септември 1954 г. в Бруклин (САЩ), е поставил 230 официални Гинес рекорда, като държи първото място за 100 едновременни рекорда.
След неговия първи официален рекорд на Гинес през 1979 г. (27 000 jumping jacks), той е записал рекорди в над 30 държави на 7 континента.

## Рекордите
Някои от рекордите на Фърман са:
- най-дълго разстояние, изминато с кълбо напред без прекъсване – 12 мили и 126 ярда (19 км и 426 м);
- най-бързите 50 мили (80.45 км), изтичани с жонглиране – 8 часа, 52 мин 7 сек.;
- най-дълго разстояние, преминато с балансиране на бутилка мляко на главата – 80.95 мили (130 км и 25 м);
- най-бързо изминати 8 км на кокили – 39 мин и 50 сек.;
- най-голямата конструкция от пуканки в света – торта, висока 20 фута и 10 инча (6 м и 35 см);
- най-много премятания напред за един час – 1330 на брой (поставен в България през 2007 г.);
- най-много стъклени чаши, балансирани върху брадичка – 81 броя.

Гинес регистрира Ашрита Фърман и с рекорд за най-много рекорди, държани от един човек в едно и също време.